# جيانكارلو مالدونادو
جيانكارلو جورجيو مالدونادو ماريرو (بالإسبانية: Giancarlo Maldonado)، من مواليد 29 يونيو 1982 في سان كريستوبال في فنزويلا، لاعب كرة قدم فنزويلي.
بدأ مسيرته الكروية مع نادي ريفر بلات الأوروغوياني في عام 2001، ولعب معهم حتى عام 2003، وفي موسم 2002/2003 أعير إلى نادي ديبورتيفو تاكيرا، وفي موسم 2003/2004 أعير إلى نادي مينيروس دي غويانا، في عام 2004 انتقل إلى نادي يونيون أتلتكيو ماراسيبو، ولعب معهم حتى عام 2006، وفي موسم 2006/2007 انتقل إلى نادي ديبورتيفو أوهيغينز، ومنذ عام 2007 وهو يلعب مع نادي أتلانتي. وانضم جيانكارلو للعب لمنتخب الفنزويلي عام 2003.

## وصلات خارجية
- جيانكارلو مالدونادو على موقع الاتحاد الدولي (مؤرشف)  (الإنجليزية)
- جيانكارلو مالدونادو على موقع الدوري الأمريكي (الإنجليزية)
- جيانكارلو مالدونادو على موقع قاعدة بيانات كرة القدم.إي يو (الإنجليزية)
- جيانكارلو مالدونادو على موقع ليكيب (الفرنسية)
- جيانكارلو مالدونادو على موقع ناشيونال فوتبول تيمز (الإنجليزية)
- جيانكارلو مالدونادو على موقع Soccerbase.com (لاعب) (الإنجليزية)
- جيانكارلو مالدونادو على موقع Soccerway.com (الإنجليزية)
- جيانكارلو مالدونادو على موقع عالم كرة القدم.نت (الإنجليزية)
- جيانكارلو مالدونادو على موقع كووورة
- MLS player profile
- قالب:Medio Tiempo